# Baskoiulus cavernarum
Baskoiulus cavernarum är en mångfotingart som beskrevs av Karl Wilhelm Verhoeff 1938. Baskoiulus cavernarum ingår i släktet Baskoiulus och familjen kejsardubbelfotingar. Inga underarter finns listade i Catalogue of Life.